# کارون ویلر
کارون ویلر (انگلیسی: Caron Wheeler؛ زادهٔ ۱۹ ژانویهٔ ۱۹۶۳) یک موسیقی‌دان است. وی از سال ۱۹۷۶ میلادی تاکنون مشغول فعالیت بوده‌است.